# Parafia św. Antoniego Padewskiego w Bobrówku
Parafia św. Antoniego Padewskiego w Bobrówku – parafia rzymskokatolicka, terytorialnie i administracyjnie należąca do diecezji zielonogórsko-gorzowskiej, do dekanatu Strzelce Krajeńskie, erygowana 1 czerwca 1951 
W parafii posługują księża diecezjalni.
Miejscowości należące do parafii: Bobrówko, Buszów, Danków, Lubicz, Machary, Sokólsko, Tuczno, Żabicko.